# Fairey Swordfish

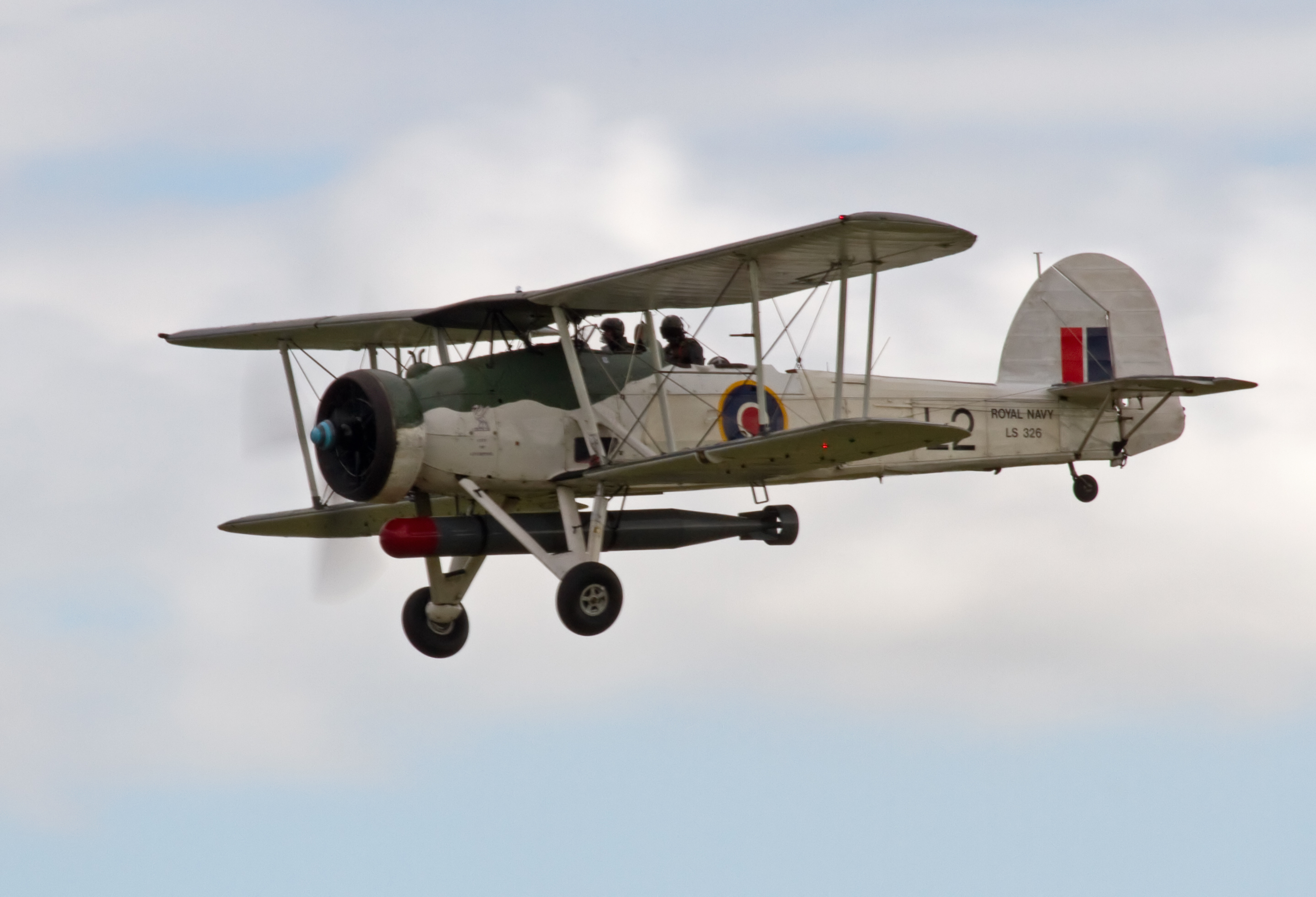
Fairey Swordfish torpedóbombázó

A Fairey Swordfish a Fairey Aviation Vállalat által gyártott, elavult külseje ellenére igen hatékony torpedóbombázó, ami a Brit Királyi Haditengerészet (Royal Navy) repülő alakulatainak (Fleet Air Arm) kötelékében szolgált a második világháború során. A brit repülőgép-hordozók egyik legfontosabb csapásmérő repülőgépe. 
Legénysége jó szívvel „Stringbag”-nek (=szatyor) becézte, utalva a gép fegyverzetének nagy választékára. A „Kardhalak” számtalan sikeres bevetést hajtottak végre a háború során, mint az olasz flotta tarantói bázisa elleni támadás, a Bismarck német csatahajó mozgásképtelenné tétele, számos tengeralattjáró és hajó megsemmisítése. A Swordfish-t 1930-ban tervezték, 1936-ban állították hadrendbe, repülőgéphordozókról bevethető megfigyelő, felderítő és torpedóvető gépként egészen 1945-ig teljesített frontszolgálatot.

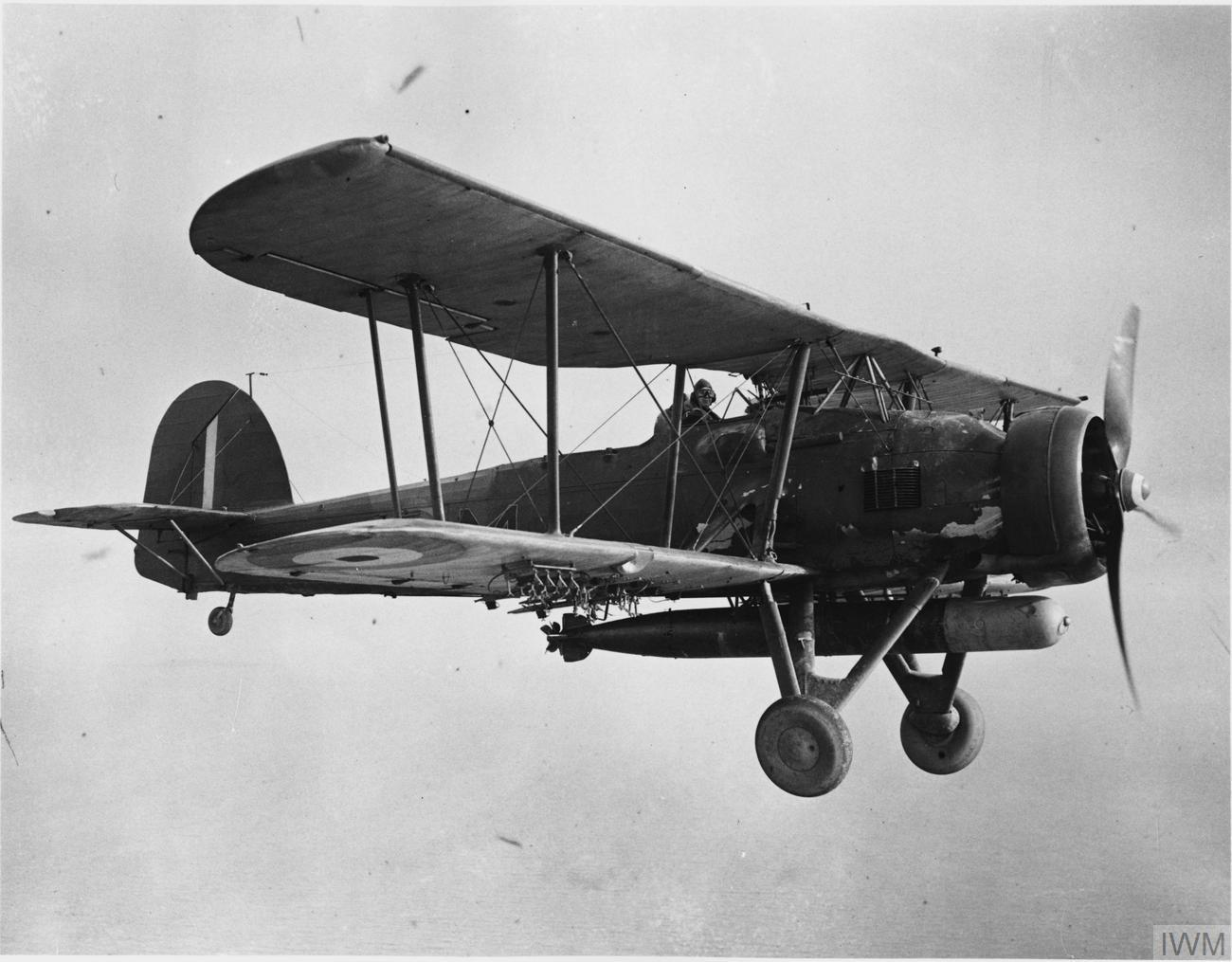
Torpedóval felszerelt Fairey Swordfish
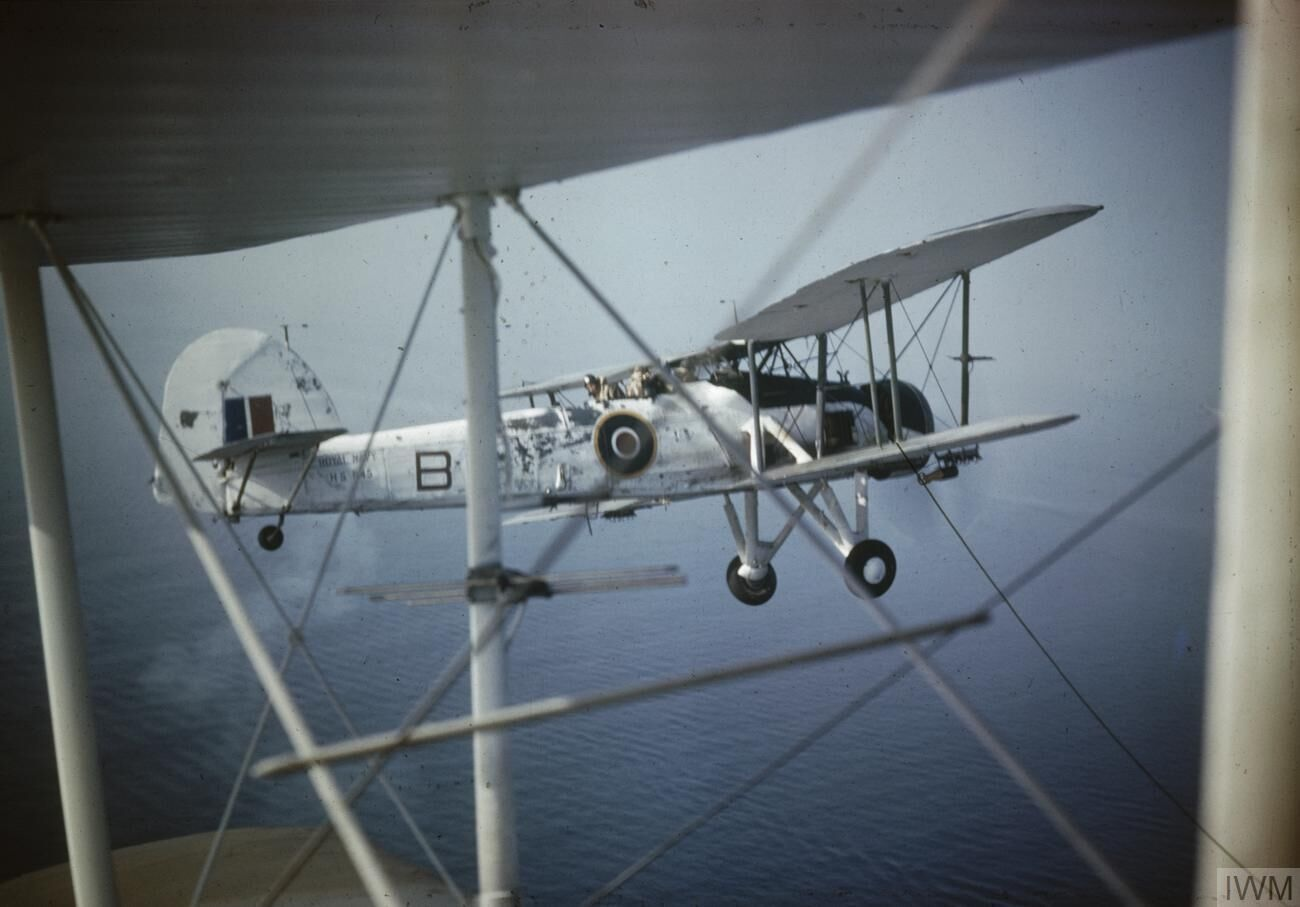
Fairey Swordfish torpedóbombázó 1943-1944 táján
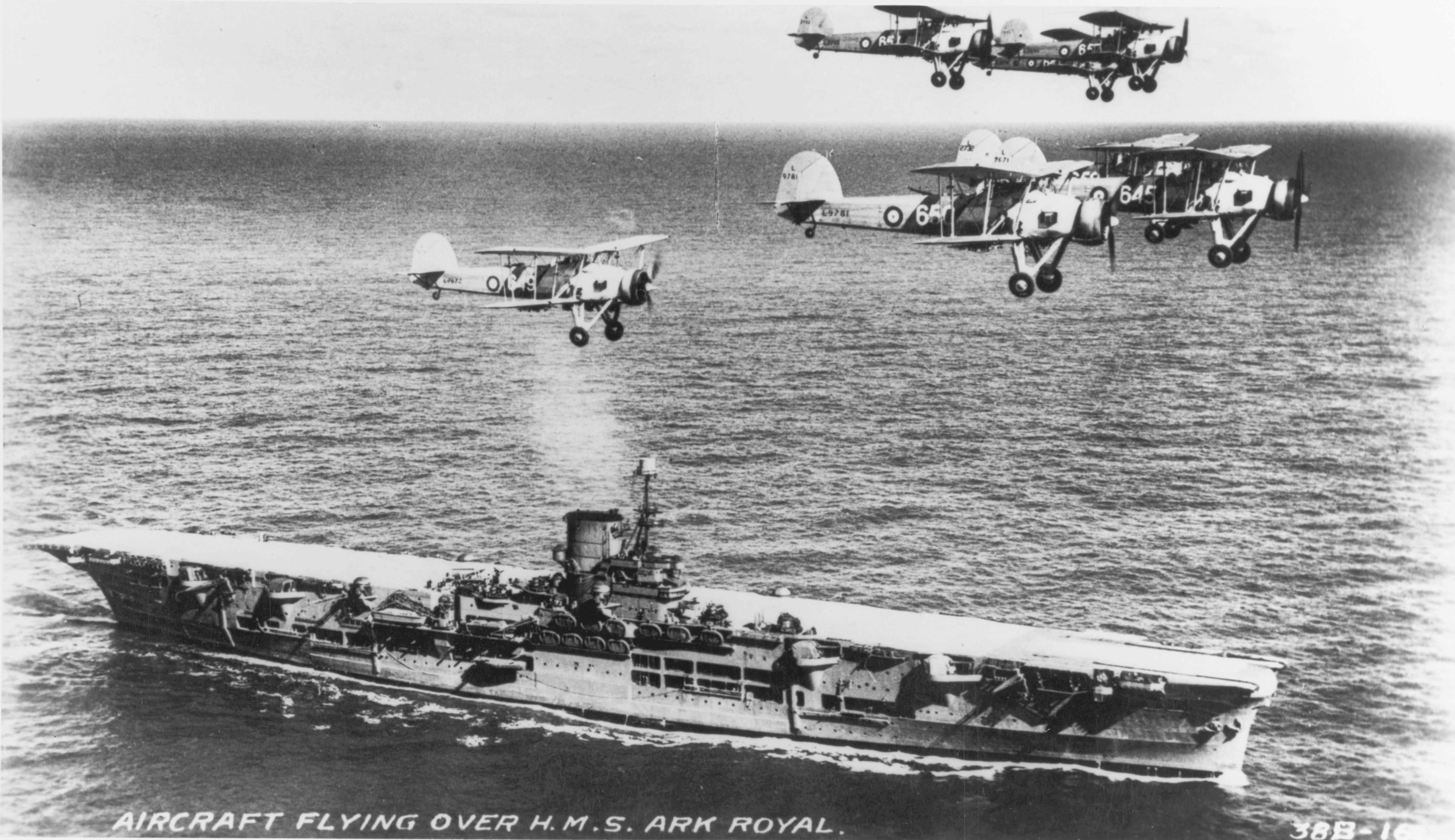
Az HMS Ark Royal repülőgép-hordozó Swordfish torpedóbombázói
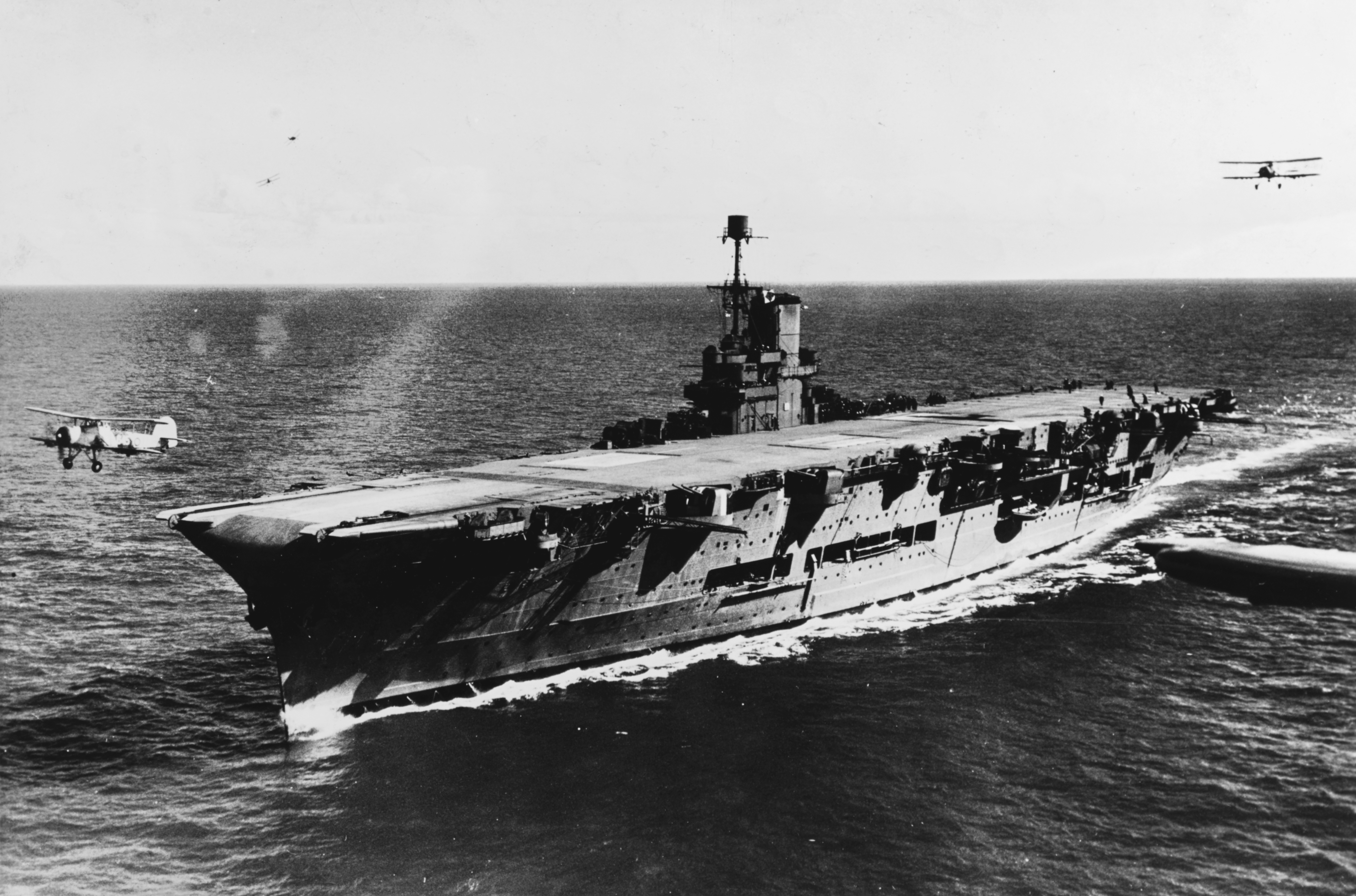
Az HMS Ark Royal repülőgép-hordozó két Fairey Swordfish torpedóbombázója társaságában
Az HMS Illustrious repülőgép-hordozó Sworfish torpedóbombázóinak Taranto-i támadását ábrázoló vázlatos rajz
A Littorio olasz csatahajóban Taranto-nál az HMS Illustrious repülőgép-hordozó Swordfish torpedóbombázói által okozott károkat ábrázoló rajz
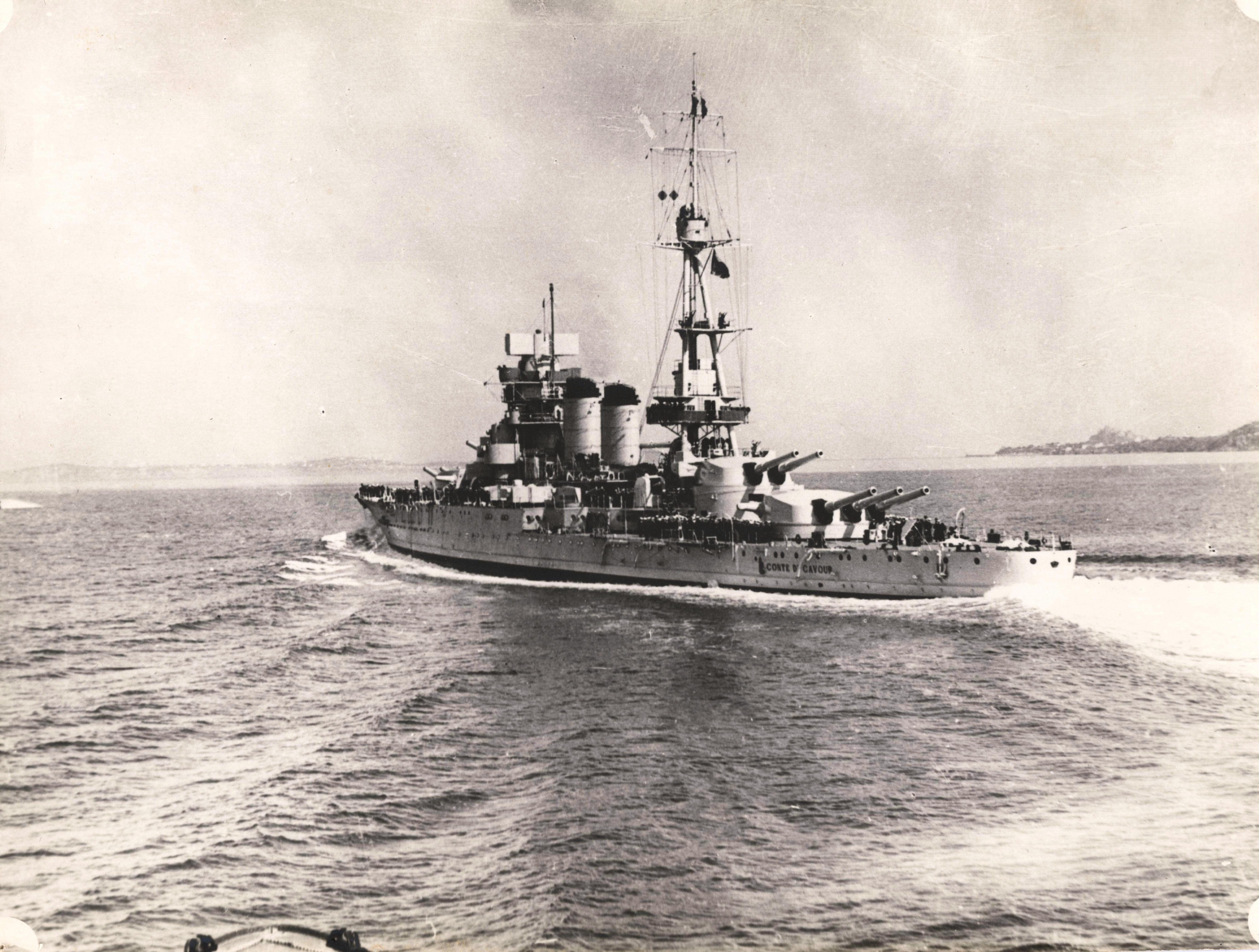
A Conte di Cavour olasz csatahajót Taranto-nál az HMS Illustrious repülőgép-hordozó Swordfish torpedóbombázói olyan súlyosan megrongálták, hogy a II. világháború során már nem tudták helyreállítani
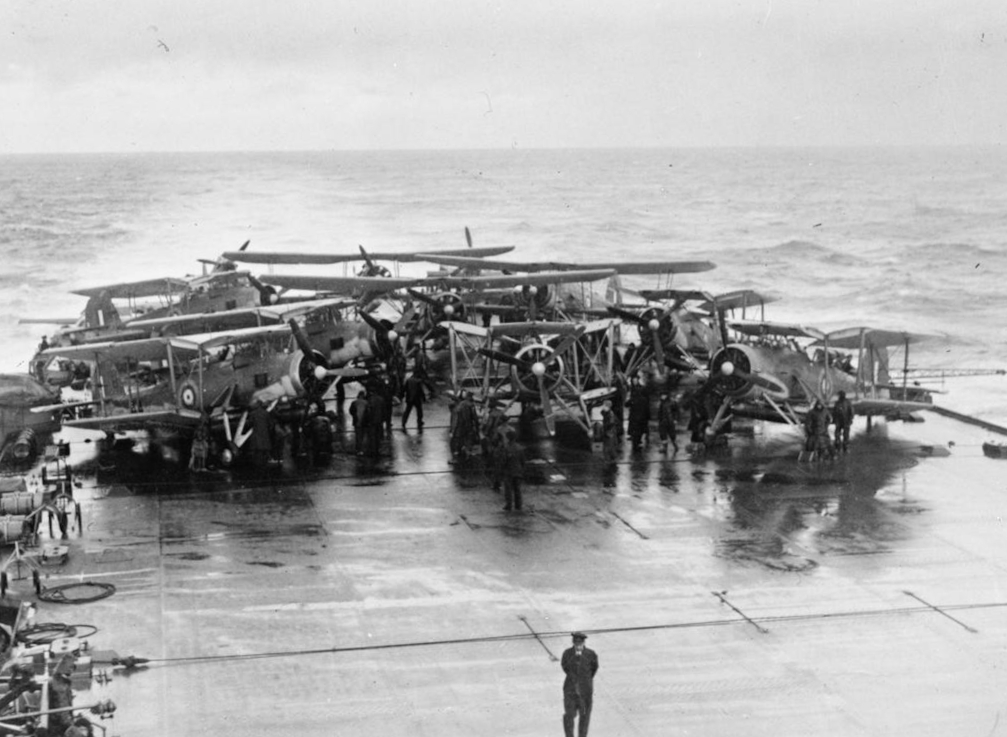
Az HMS Victorious repülőgép-hordozó Swordfish torpedóbombázói 1941. május 24-én, közvetlenül a Bismarck német csatahajó ellen indított légitámadás előtt
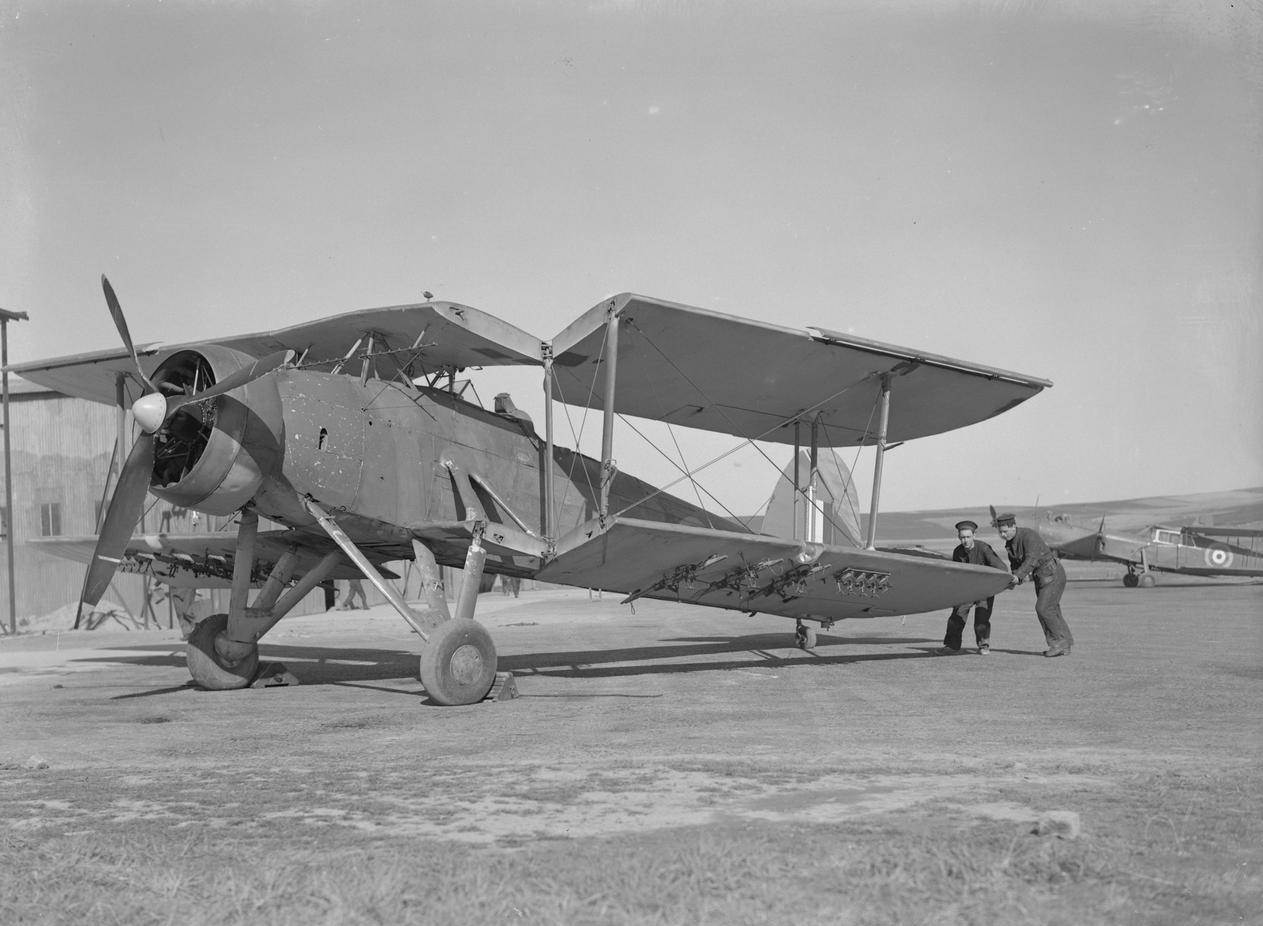
Swordfish visszahajtott szárnnyal. A repülőgép-hordozókon történő hatékony tárolás (egy hajón minél több gép férjen el) érdekében a Swordfish visszahajtható szárnyakkal épült
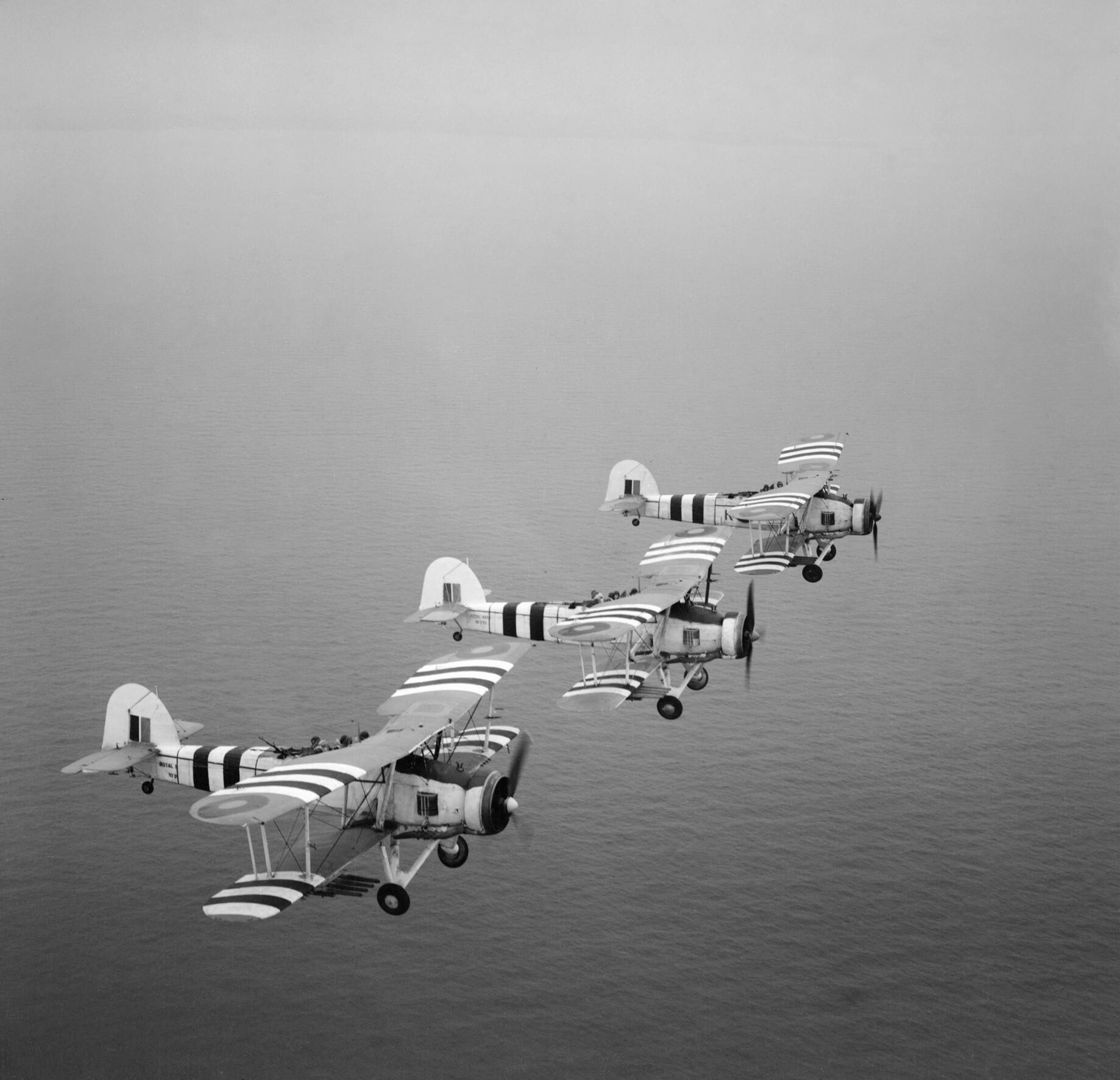
Egy rakétákkal felszerelt Fairey Swordfish kötelék 1944. augusztus 1-én
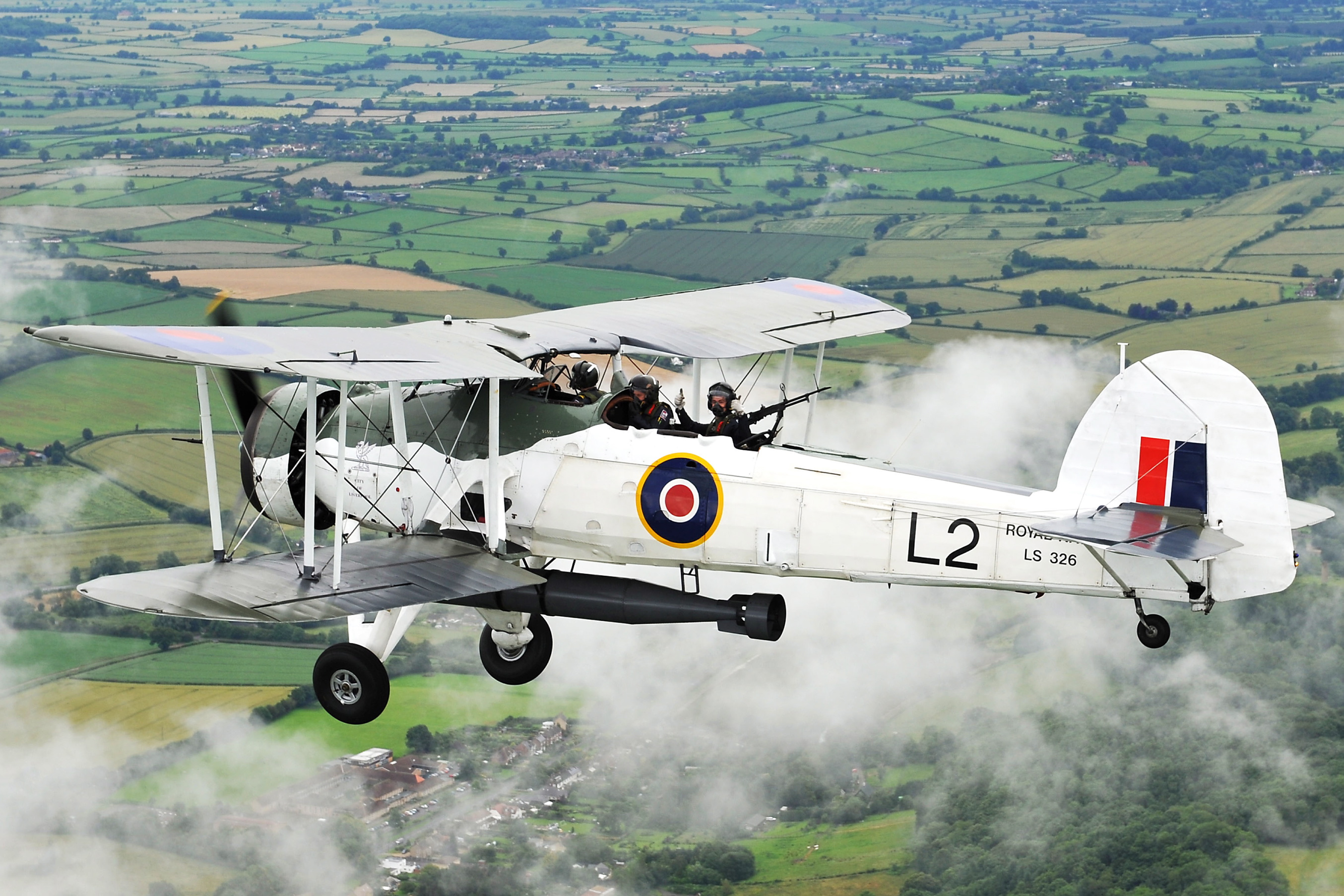
Egy teljes mértékben restaurált Swordfish 2012-ben

## Változatok
- Swordfish I

az első gyártott, flotta számára kifejlesztett változat, gőzkatapulttal ellátott hadihajókról való indításra
- Swordfish II

rakéta indítására alkalmassá tett, fém borítású szárnyakkal ellátott változat, 1943-tól gyártották
- Swordfish III

nagy-hatótávolságú ASV-Mk X. levegő-felszíni radarral felszerelt változat, 1943-tól gyártották
- Swordfish IV

az utolsó gyártott változat, zárt pilótafülkével a Kanadai Királyi Légierő számára, gyártása 1944-ben befejeződött
A Swordfish gépekből közel 2400 darab épült, 692-t a Fairey és 1699-et pedig a sherburni Blackburn Aircraft Vállalat gyártott le, ezeket néha "Blackfish-nek" is nevezik. A legnagyobb számú változat a Swordfish II volt, 1080 legyártott darabbal.

## Alkalmazók
Egyesült Királyság
- Királyi Haditengerészet Repülő Alakulatai (Fleet Air Arm)
- Brit Királyi Légierő

 Kanada
- Kanadai Királyi Légierő

 Hollandia
- Holland Tengerészeti Légierő (Marineluchtvaartdienst - MLD)

## Technikai adatok
- Hossz: 10,87 m
- Fesztávolság: 13,87 m
- Magasság: 3,76 m
- Szárnyfelület: 50,4 m²
- Legénység: 3 fő (pilóta, megfigyelő, rádiós/lövész)
- Motor: Bristol Pegasus III M.3, kilenchengeres, egysoros csillagmotor, 690 LE, későbbi altípusoknál Bristol Pegasus XXX csillagmotor, 750 LE
- Maximális sebesség: 222 km/h (1500 m-en)
- Fegyverzet:
  - 1 db 7,7 mm-es Vickers géppuska a motorburkolat alatt
  - 1 db 7,7 mm-es Vickers vagy Lewis géppuska a pilótafülke hátsó részén
  - 8 x 27 kg rakétateher
  - 1 x 760 kg torpedó vagy 1 x 700 kg bombateher
- Tömeg: 1900 kg (üresen); 3500 kg (harckészen)
- Csúcsmagasság: 5870 m
- Szolgálati magasság: 5000 m (3438 kg terheléssel)
- Hatótávolság: 1650 km

## Kapcsolódó oldalak
- Torpedóbombázó
- Torpedó
- Bismarck osztály